# Yves Marchand (sport)
Pour les articles homonymes, voir Yves Marchand.
Yves Marchand est un homme d'affaires suisse, spécialisé dans le marketing sportif, né le 3 décembre 1950.

## Carrière
Étudiant à Lausanne, Yves Marchand crée dans les années 1980 les filiales de Nike en Suisse et en Italie, puis dirige la section chaussures de Benetton Sportsystem. En 1997, il est approché par le Suisse Robert Louis-Dreyfus pour prendre la direction d'Adidas France.
Après deux ans au bilan positif, il devient président du club de l'Olympique de Marseille, dont l'actionnaire principal est Robert Louis-Dreyfus, le 1er juin 1999. Il licencie notamment Rolland Courbis avec qui il a de très mauvais rapports. Il démissionne le 2 novembre 2000, après des résultats sportifs médiocres et des tensions accrues au sein du club.
Yves Marchand est l'un des fondateurs de la société d'investissements Airesis, qui acquiert notamment Le coq sportif. Il se retire du management en octobre 2006, vend ses parts en août 2007 puis se retire définitivement du conseil d'administration en janvier 2008.
Le 5 octobre 2010, il entre au conseil d'administration du club de rugby du C.S.Bourgoin-Jailleu, sous la présidence d'Arnaud Tourtoulou, avec comme objectif d'en faire le premier club de la région Rhône-Alpes et avec pour ambition les phases finales françaises et européennes.